# 星空防衛隊
《星空防衛隊》（日語：ストラトス・フォー）是由Studio Fantasia製作的日本原創電視動畫。於2003年1月至3月在獨立局所屬的埼玉電視台、千葉電視台及衛星電視Kids Station首播。全部一共播出13話的TV動畫、10話的OVA。

## 概要
本片將萌元素與軍用武器結合，以穿著空軍制服的美少女作為亮點，由她們駕駛軍用飛機攔截彗星和隕石，保衛地球。出現的許多飛機都是以真實飛機為原型，因此本片也收穫不少軍事愛好者的喜歡。下地島機場和航空自衛隊提供了資料協助，本片為強調基地和飛行員之間的合作至關重要，在機械設定和控制場景上相當嚴謹。宇宙空間使用CG渲染，大氣層則保留了手繪作畫。

## 劇情
在宇宙中，無數的彗星在經過太陽系時脫離軌道，並且在不久的將來就會撞擊地球，對地球造成重大傷害。為此，人類設立了天體危機管理機構。經過多年的發展，天體危機管理機構分成了兩部分——在地球軌道上隨時待命截擊彗星的太空軌道截擊隊以及在地面上處理彗星碎片的彗星迎擊部隊。主角本庄美風等4位少女就是彗星迎擊部隊的成員，她們肩負著地球的最後一道防線，如果她們失守，地球就……

## 登場人物

### 主要角色
本庄美風（ほんじょう みかぜ）聲：嘉數由美
下地島基地的飛行員。出身於飛行員世家，家境富裕。
最初是因為家族的期望才成為飛行員，因此在訓練初期時總是心不在焉。在確定「要去宇宙」的目標後，以成為「彗星迎擊部隊」而努力著。在考試失敗後作為下地島基地的正式飛行員為了下一次成為「彗星迎擊部隊」而努力著。
身高160公分。5月25日生。

菊池香鈴（きくはら かりん）聲：折笠富美子
下地島基地的飛行員。是部隊裡最年輕的成員，領航能力出眾。
幼年時，她在興建中的太空站內遭到被外星生物「Space Seed」寄生的感染者所襲擊，導致她的內心受到創傷而封閉自我，但隨著與美風等人的相識與互動，她逐漸恢復了開朗的性格。其胸口處有一塊蝴蝶形狀的胎記。
身高151公分。3月3日生。
中村彩雲（なかむら あやも）聲：菊池志穗、『Advance 完結篇』：園崎未惠
下地島基地的飛行員。父親是政治家。
懷抱強烈的正義感和保護地球和平的使命感的她，自願加入防衛隊。性格熱情豪爽，說話直來直往，常常因為一些瑣碎的事情和同期的學生發生爭執。
土井静羽（どい しずは）聲：清水香里
下地島基地的飛行員。精通多項技能，擁有各式各樣的技術證照。
性格溫柔，對於年紀最小的香鈴非常照顧，被美風等人當成姊姊般看待。擁有廚師執照的她，有時會在基地內的中餐館擔當烹飪的工作。除此之外她還會駕駛大型車輛和船隻，燃放煙火，甚至懂得解鎖特殊密碼。
起初，她志願加入防衛隊只是為了獲得飛行的資格認證，但漸漸地，她萌生了與美風等人一起前往宇宙的願望。好勝心強的她，有時為了達成目標，會毫不猶豫地做出危險的行為，讓美風經常得勸阻她。

## 主題歌
片頭曲（TV動畫+OVA）
作詞、作曲：日向めぐみ，編曲：關淳二郎，主唱：メロキュア (日向めぐみ、岡崎律子)
片尾曲
「向日葵」（第1-12話）
作詞、作曲：日向めぐみ，編曲：關淳二郎，主唱：メロキュア (日向めぐみ、岡崎律子)
「So far,so near」（第13話）
作詞、作曲：岡崎律子，編曲：西脇辰彌，主唱：メロキュア (日向めぐみ、岡崎律子)
「rainbow kind of feeling」（CODE：X）
作詞、作曲：日向めぐみ，編曲：關淳二郎，主唱：メロキュア (日向めぐみ、岡崎律子)
（Advance）
作詞、作曲：日向めぐみ，編曲：關淳二郎，主唱：日向めぐみ